# Léon Autonne
Léon César Autonne (Odessa, 28 de julho de 1859 – 12 de janeiro de 1916) foi um engenheiro e matemático francês, especialista em geometria algébrica, equações diferenciais e álgebra linear.

## Educação e carreira
Autonne estudou de 1878 a 1880 na École Polytechnique e depois na École des ponts et chaussées. Obteve em  1882 um doutorado na Universidade de Paris com a tese Recherches sur les intégrales algébriques des équations differentielles à coefficients rationnels, orientado por Charles Hermite. O tópico de sua tese foi baseado em trabalho iniciado por Camille Jordan.
Um artigo de 1891 de sua autoria publicado no Comptes Rendus Acad. Sci. Paris apresenta uma das mais antigas aplicações do conceito de grupo de Lie.
Autonne recebeu o Prix Dalmont de 1894. Foi palestrante convidado do Congresso Internacional de Matemáticos em Zurique (1897), Paris (1900), Heidelberg (1904) e Roma (1908: Sur les fonctions monogènes d'une variable hypercomplexe). Em 6 de janeiro de 1902 foi cavaleiro da Ordem Nacional da Legião de Honra.

## Publicações selecionadas
- Recherches sur les intégrales algébriques des équations differentielles à coefficients rationnels, Gauthier-Villars 1882
- Sur la théorie des équations différentielles du 1e ordre et du 1e degré, Gauthier-Villars 1891 (180 pages)
- Sur la representation des courbes gauches algebriques 1896 (37 pages)
- «Sur l'hermitien». Comptes rendus hebdomadaires des séances de l'Académie des sciences: 209–213. 1901
- Sur les formes quaternaires à deux séries de variables: applications à la géométrie et au calcul intégral, Hayez, 1901
- Sur les formes mixtes, Annales de l'Université de Lyon, 1905
- Sur les groupes de matrices linéares non invertibles, Annales de l'Université de Lyon, 1909
- Sur les groupes commutatifs et pseudo-nuls de quantités hypercomplexes, Annales de l'Université de Lyon, 1912
- Notice sur les recherches mathématiques, Gauthier Villars 1913 (Autonne's CV and publication list, 35 pages)
- Sur les matrices hypohermitiennes et sur les matrices unitaires, Annales de l'Université de Lyon, 1915